# Qassiarsuk
Qassiarsuk (Kʼagssiarssuk avant 1973) est un village groenlandais situé dans la municipalité de Kujalleq près de Narsaq au sud du Groenland. La population était de 43 habitants en 2009.